# Maoritomella
Maoritomella é um gênero de gastrópodes pertencente a família Borsoniidae.

## Espécies
- Maoritomella albula (Hutton, 1873)
- Maoritomella clupeispina Kilburn, 1986
- Maoritomella densecostulata Kilburn, 1986
- Maoritomella eva (Thiele, 1925)
- Maoritomella foliacea Laseron, 1954
- Maoritomella granilirata Kilburn, 1986
- Maoritomella ischna (Watson, 1881)
- Maoritomella leptopleura Kilburn, 1986
- Maoritomella megalacme Kilburn, 1986
- †Maoritomella moderata (Marwick, 1965)
- Maoritomella multiplex (Webster, 1906)
- Maoritomella orientalis Dell, 1956
- †Maoritomella pagodula Powell, 1942
- Maoritomella pleonastica (Barnard, 1958)
- †Maoritomella robusta Powell, 1942
- †Maoritomella studiosorum (L. C. King, 1933)
- †Maoritomella subalbula (R. Murdoch, 1900)
- Maoritomella tarrhion Kilburn, 1986
- †Maoritomella torquatella (Marwick, 1931)

Espécies trazidas para a sinonímia
- Maoritomella batjanensis (Schepman, 1913): sinônimo de Otitoma batjanensis (Schepman, 1913)
- Maoritomella thola Laseron, 1954: sinônimo de Tomopleura thola (Laseron, 1954)